# 比利·克諾特
比利·克諾特（英語：Billy Knott；1992年11月28日—）是一位英格蘭足球運動員。在場上的位置是中場。他現在效力於英格蘭足球甲級聯賽球隊布拉德福德足球俱樂部。他也代表英格蘭各級囯青隊上場。

## 外部連結
- 足球数据库：比利·克諾特的球员统计数据